# Henri Ponchon
Pour les articles homonymes, voir Ponchon (homonymie).
Henri Ponchon, né à Liège le 16 mai 1807 et mort dans sa ville natale le 2 juin 1853 est un graveur et dessinateur belge. Il est aussi professeur de dessin linéaire à l'Académie royale des beaux-arts de Liège de 1848 à 1853.

## Biographie
Né le 16 mai 1807 à Liège, Henri Barthelemi Ponchon est le fils de François Ponchon et de Marie Catherine Osteaux,. Il se forme d'abord à l'Académie royale de dessin y suivant les cours de Jean Lambert Salaie puis à l'école industrielle et l'Académie de peinture. Selon Ulysse Capitaine, il se fait surtout connaître comme graveur au poinçon, « art dans lequel il déploie un véritable talent ».
Le 1er janvier 1848, Ponchon remplace officiellement Alexis Gaucet, qu'il supplée ponctuellement depuis 1844, en tant que professeur de dessin linéaire à l'Académie royale des beaux-arts de Liège, fonction qu'il occupe jusqu'à sa mort,,. Il y est remplacé par Charles Soubre,,. Il décède le 2 juin 1853 dans sa ville natale,. Durant les obsèques, « tous ses collègues et les élèves de l'Académie » sont présents.